# Plaża (film 1917)
Plaża (ang. Coney Island) – amerykański komediowy krótkometrażowy film niemy z  1917 roku w reżyserii Roscoe 'Fatty' Arbuckle, z udziałem  Bustera Keatona.

## Obsada[1]
- Roscoe 'Fatty' Arbuckle
- Buster Keaton
- Al St. John
- Alice Lake
- Agnes Neilson
- Joe Bordeaux
- Alice Mann
- Jimmy Bryant